# Harker Heights
Harker Heights è una city degli Stati Uniti d'America, situato nella contea di Bell in Texas. Secondo il censimento effettuato nel 2010 gli abitanti erano 26,700 persone, c'erano 9,488 nuclei familiari e 7,139 famiglie. Fa parte dell'area metropolitana di Killeen–Temple–Fort Hood.

## Storia
Costituita nel 1960, il nome della città deriva dal nome di uno dei due proprietari terrieri del luogo e fondatore, Harley Kern.

## Geografia
La città è situata a 31°04′06″N 97°39′20″W (31.068459, -97.655524). Confina con la città di Killeen ad ovest e la città di Nolanville ad est. I confini della città si estendono a sud delle colline che si affacciano sul Stillhouse Hollow Lake e sul Lampasas River. La U.S. Route 190 è una superstrada a quattro corsie che attraversa la città. Secondo l'Ufficio del censimento degli Stati Uniti d'America la città ha un'area totale di 15.2 miglia quadrate (39.4 km²), di cui 15.2 miglia quadrate (39.3 km²) sono terra, mentre 0.04 miglia quadrate (0.1 km², corrispondenti allo 0.32% del territorio) sono costituiti dall'acqua.

## Clima
Il clima in questa zona è caratterizzato da estati calde e umide e inverni generalmente non troppo rigidi. Secondo la Classificazione dei climi di Köppen, la città possiede un clima subtropicale umido, abbreviato in "Cfa" sulle mappe climatiche.

## Società

### Evoluzione demografica
| Anno       | Popolazione | ±%    |
| ---------- | ----------- | ----- |
| 1970       | 4,216       | Note: |
| 1980       | 7,345       | 74.2% |
| 1990       | 12,841      | 74.8% |
| 2000       | 17,308      | 34.8% |
| 2010       | 26,700      | 54.3% |
| Stima 2015 | 29,142      | 9.1%  |

Secondo il censimento del 2000, c'erano 17,308 persone, 6,200 nuclei familiari e 4,712 famiglie residenti nella città. La densità di popolazione era di 1,356.4 persone per miglio quadrato (523.7/km²). C'erano 6,823 unità abitative a una densità media di 534.7 per miglio quadrato (206.5/km²). La composizione etnica della città era formata dal 70.89% di bianchi, il 14.94% di afroamericani, lo 0.78% di nativi americani, il 3.58% di asiatici, il 5.79% di altre razze, e il 3.62% di due o più etnie. Ispanici o latinos di qualunque razza erano il 12.44% della popolazione.
C'erano 6,200 nuclei familiari di cui il 42.8% aveva figli di età inferiore ai 18 anni, il 61.4% erano coppie sposate conviventi, l'11.2% aveva un capofamiglia femmina senza marito, e il 24.0% erano non-famiglie. Il 18.0% di tutti i nuclei familiari erano individuali e il 3.5% aveva componenti con un'età di 65 anni o più che vivevano da soli. Il numero di componenti medio di un nucleo familiare era di 2.77 e quello di una famiglia era di 3.13.
La popolazione era composta dal 30.4% di persone sotto i 18 anni, il 10.5% di persone dai 18 ai 24 anni, il 34.8% di persone dai 25 ai 44 anni, il 18.0% di persone dai 45 ai 64 anni, e il 6.2% di persone di 65 anni o più. L'età media era di 30 anni. Per ogni 100 femmine c'erano 101.0 maschi. Per ogni 100 femmine dai 18 anni in su, c'erano 99.0 maschi.
Il reddito medio di un nucleo familiare era di 42,947 dollari, e quello di una famiglia era di 49,607 dollari. I maschi avevano un reddito medio di 31,728 dollari contro i 26,404 dollari delle femmine. Il reddito pro capite era di 20,061 dollari. Circa il 7.4% delle famiglie e il 10.0% della popolazione erano sotto la soglia di povertà, incluso il 12.2% di persone sotto i 18 anni e il 4.9% di persone di 65 anni o più.